# Даудс (Айова)
Даудс (англ. Douds) — переписна місцевість (CDP) в США, в окрузі Ван-Б'юрен штату Айова. Населення — 156 осіб (2020).

## Географія
Даудс розташований за координатами 40°50′30″ пн. ш. 92°4′17″ зх. д. / 40.84167° пн. ш. 92.07139° зх. д. (40.841768, -92.071360).  За даними Бюро перепису населення США в 2010 році переписна місцевість мала площу 5,99 км², з яких 5,73 км² — суходіл та 0,26 км² — водойми.

## Демографія
Згідно з переписом 2010 року, у переписній місцевості мешкали 152 особи в 69 домогосподарствах у складі 39 родин. Густота населення становила 25 осіб/км².  Було 85 помешкань (14/км²).
Расовий склад населення:
| - 98,7 % — білих - 0,7 % — азіатів |

До двох чи більше рас належало 0,7 %. Частка іспаномовних становила 0,0 % від усіх жителів.
За віковим діапазоном населення розподілялося таким чином: 25,7 % — особи молодші 18 років, 51,9 % — особи у віці 18—64 років, 22,4 % — особи у віці 65 років та старші. Медіана віку мешканця становила 37,0 року. На 100 осіб жіночої статі у переписній місцевості припадало 102,7 чоловіків;  на 100 жінок у віці від 18 років та старших — 105,5 чоловіків також старших 18 років.
Цивільне працевлаштоване населення становило 36 осіб. Основні галузі зайнятості: освіта, охорона здоров'я та соціальна допомога — 36,1 %, будівництво — 22,2 %, сільське господарство, лісництво, риболовля — 22,2 %.